# Plestiodon brevirostris
Plestiodon brevirostris (коротконосий сцинк) — вид сцинкоподібних ящірок родини сцинкових (Scincidae). Ендемік Мексики.

## Підвиди
Виділяють два підвиди:
- Plestiodon brevirostris brevirostris (Günther, 1860);
- Plestiodon brevirostris pineus (Axtell, 1960).

## Поширення і екологія
Коротконосі сцинки мешкають в мексиканських штатах Герреро, Морелос, Оахака, Веракрус, Пуебла, Мічоакан і Наярит. Вони живуть в соснових, сосново-дубових і дубових лісах, серед опалого листя і повалених дерев. Живородні.